# Mar de Davis
El mar de Davis es un área del océano Antártico a lo largo de la costa de la Antártida entre la barrera de hielo Oeste (82° E, lindante con el mar de la Cooperación) y la barrera de hielo Shackleton (96° E, lindante con el mar de Mawson). La costa del mar de Davis es reclamada por Australia en el marco del Territorio Antártico Australiano.

## Historia

Mar de Davis como parte del océano Antártico

El mar fue descubierto por la Expedición Antártica Australiana (1911-14) desde el Aurora. Nombrado por Douglas Mawson, al mando del barco, en homenaje al capitán J. K. Davis, segundo oficial de la expedición.
El mar de Davis baña la costa de Leopoldo y Astrid, las costas de la Tierra del Emperador Guillermo II y de la Tierra de la Reina María. En este mar se encuentra la isla Drygalski, y en sus costas se emplaza la base rusa Mirni.

## Propuesta ante la OHI
En el borrador del proyecto de la 4° edición de Limits of Oceans and Seas de la Organización Hidrográfica Internacional, comunicado mediante la circular CL55 del 7 de noviembre de 2001, se propusieron límites para el mar de Davis. El proyecto final fue comunicado el 9 de agosto de 2002, pero fue retirado para nueva revisión el 19 de septiembre de 2002 sin que a septiembre de 2012 se publicara.

10.6 Davis Sea
 There is a considerable difference between the proposals of Russia and Australia on the westward limit of this area. The UK supports the Australian position, noting that it is based on sound historical background. However, it may be noted that acceptance of the area defined by Australia will result in a gap in the continuity of naming seas along that part of the Antarctic coastline. In view of the majority view, the Australian description is proposed. Positions of Cape Maksimova and Cape Vize, respectively on the West and Shackleton Ice Shelves have been used to define the limits.
Comentarios del proyecto de la 4° edición de Limits of Oceans and Seas 